# Переушань
Переушань, Переушані (рум. Părăușani) — село у повіті Вилча в Румунії. Входить до складу комуни Лівезь.
Село розташоване на відстані 184 км на захід від Бухареста, 49 км на південний захід від Римніку-Вилчі, 60 км на північ від Крайови.

## Населення
За даними перепису населення 2002 року у селі проживали 268 осіб, з них 267 осіб (99,6%) румунів. Рідною мовою 267 осіб (99,6%) назвали румунську.